# اوام
اوام (انگلیسی: Officine Meccaniche) شرکت خودروسازی ایتالیایی بود، که در سال ۱۸۹۹ تأسیس و در سال ۱۹۷۵ منحل شد.